# قبعة الفطر
النَّكَعَة أو المِظَلَّة هو اسم الجزء الشبيه بالقبعة من جسم بعض الفطور الثمرية الذي يدعم السطح الحامل للأبواغ وهو الغُشَيّ. قد يتكون الغُشَيّ من رقائق أو أنابيب أو أسنان على الجانب السفلي من النكعة. توجد النكعة في كل من الغاريقون و Boletes و بعض polypores و فطريات الأسنان وبعض الفطريات الزقية.

## التصنيف

جرسيّة
مخروطيّة
محدبة
مقعرة
مسطحة
قمعيّة
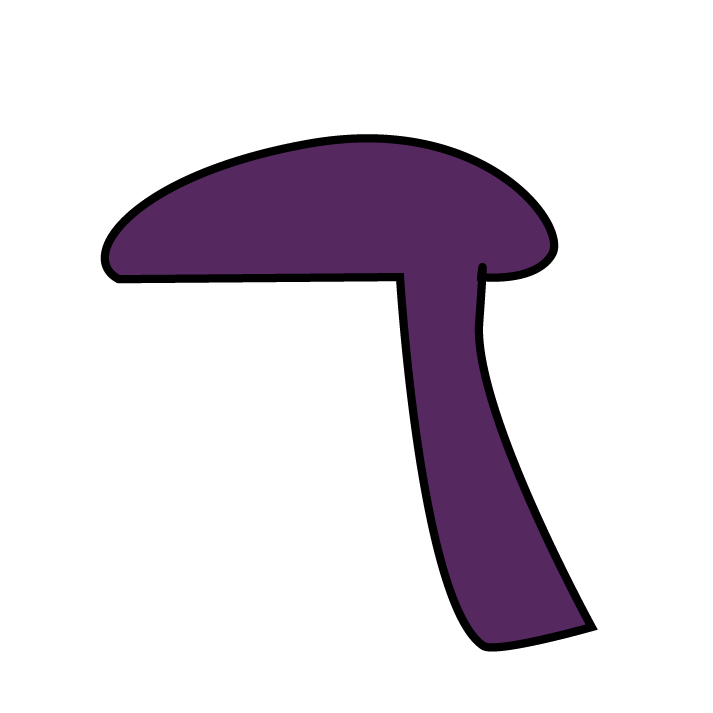
أحنف
بيضوية
سُرِّيّة (من السرة)
مُسَنَّمة